# Dahiyat Sabah al-Salim
Dahiyat Sabah al-Salim (arabiska: ضاحية صَبَاح اَلسَّالِم) är en förort till Kuwaits huvudstad Kuwait och utgör ett distrikt (mintaqa) i provinsen Mubarak al-Kabir. Dahiyat Sabah al-Salim ligger 32 meter över havet och hade 139 163 invånare 2012.
Terrängen runt Dahiyat Sabah al-Salim är platt och havet är nära åt nordost. Området är tätbebyggt.